# 松平容敬
松平 容敬（まつだいら かたたか）は、江戸時代後期の大名。陸奥国会津藩8代藩主。官位は正四位下・左近衛権中将。会津松平家8代。

## 生涯
享和3年12月23日（1804年2月4日）に常陸国水戸藩の徳川治保の次男・保友（後の松平義和）の庶子（三男）として誕生した。文化元年（1804年）に父が尾張藩連枝の高須藩を相続するにあたり、その扱いが問題となった。
他方、会津藩では文化2年（1805年）に松平容頌と容住の両藩主が立て続けに死去し、他に後継者がいないこともあり、3歳の容衆が相続した。幼児死亡率の高い当時において、場合により無嗣断絶の危険すらあるため、会津藩家老の田中玄宰は義和のこの庶子を万一の備えとして引き取りたいと申し出て、極秘のうちに引き取られた。
こうして文化3年4月28日（1806年6月14日）、容住の死去後に白岩氏を母として出生した容衆の異母弟として幕府に届けられたのが容敬である。なお、『若松市史』では事実が、『会津松平家譜』などの公式史料では幕府への届出内容が採られている。
いわゆる保険的な存在であったが、田中玄宰の予感は的中し、容衆が嗣子なく没したので、その弟ということになっていた容敬が末期養子となり、文政5年（1822年）に家督を継ぎ、文政8年（1825年）に左近衛権少将に任じられる。 弘化3年（1846年）、高須藩主を継いだ次兄・義建の六男・容保に娘・敏姫を娶わせ、養嗣子とした。文政10年（1827年）、正四位下・左近衛権中将に叙任。
嘉永5年（1852年）に死去した。公式上での享年は47。家督は容保が継いだ。

## 家臣

### 弘化四年武鑑掲載の家臣
弘化4年（1847年）の武鑑に登場する会津藩の家老などの主要家臣は以下のとおり。なお、武鑑では諸藩で呼び名が違う役職名を標準化している場合があるので、実際の藩職名と相違する場合もある。また、弘化4年以前の情報を含む場合がある。
家老
西郷頼母（近思）、梁瀬三左衛門、山川兵衛（重英、定府、世子・容保の附役を兼務）、萱野権兵衛
大目付など
諏訪大四郎（頼徳）、樋口源太、一瀬傳兵衛、高橋一之進
用人
山田一兵衛、坂本覚兵衛、田母神兵庫（定府）、梁瀬木内、丸山五太夫、大原左近兵衛、川手佐左衛門、間瀬新兵衛、山崎小助、白井五郎大夫
側用人
中澤主膳（定府）、水野清兵衛（定府）
城使（江戸留守居）
荒川善蔵、堀七大夫、鈴木六兵衛

## 系譜
父母
- 松平義和（実父）
- 平松氏 - 側室（実母）
- 松平容住（公式上の父）
- 白岩氏 - 側室（公式上の母）
- 松平容衆（養父）

正室、継室
- 節姫 - 佐竹義和の娘（正室）
- 厚姫 - 前田斉広の次女（継室）

側室
- 小寺氏
- 岡崎氏

子女
- 敏姫（宝鏡院）（五女） - 松平容保正室、生母は岡崎氏

養子女
- 松平容保 - 松平義建の六男
- 松平照（煕姫、照桂院） - 奥平昌服正室、後に離縁、保科正丕の娘

## 関連作品
テレビドラマ
- 『八重の桜』（2013年、NHK大河ドラマ、演：中村梅之助）